# Mijaín López
Mijaín López Núñez (* 20. srpna 1982) je kubánský zápasník – klasik, olympijský vítěz z roku 2008, 2012, 2016, 2020 a 2024.

## Sportovní kariéra
Narodil se a vyrostl v obci Herradura v provincii Pinar del Río, v oblasti Vuelta Abajo známé pěstováním tabáku. V dětství hrál na Kubě populární baseball a boxoval v místní klubu po vzoru staršího bratra Michela. V 11 letech byl přijat na sportovní školu EIDE "Ormani Arenado Llonch" v Pinar del Río, kde se pod vedením Sergia Sosy začal věnovat olympijskému zápasu. V 16 letech si ho následně do Havany stáhl juniorský trenér kubánské reprezentace Juan Carlos Linares. V Havaně se ve vrcholovém sportovním středisku ESPA Cerro Pelado začal po boku Héctora Miliána specializovat na zápas řecko-římský. V kubánské mužské klasické reprezentaci vedené Pedro Valem se pohyboval od roku 2001 ve váze do 120 kg.
V roce 2004 startoval na olympijských hrách v Athénách. Ze základní skupiny postoupil bez ztráty technického bodu. Ve čtvrtfinále však prohrál s Osetem Chasanem Barojevem z Ruska po prodloužení 0:2 na technické body a obsadil konečné 5. místo.
Od roku 2005 se datuje jeho dominance v supertěžké váze do 120 (130) kg, kterou reálně ohrožovali pouze Chasan Barojev z Ruska a Rıza Kaya'alp z Turecka. V roce 2008 získal svojí první zlatou olympijskou medaili na olympijských hrách v Pekingu, když ve finále porazil ve dvou setech Chasana Barojeva (později diskvalifikovaného za doping). V roce 2011 prohrál v Turecku s domácím Rıza Kaya'alpem ve finále mistrovství světa, ale za rok Turkovi porážku vrátil v semifinále olympijských her v Londýně v roce 2012. V Londýně neztratil v zápasech se svými soupeři jediný technický bod a získal druhou zlatou olympijskou medaili.
V roce 2013 přerušil sportovní kariéru a věnoval se své mladé rodině. S bývalou kubánskou reprezentantkou ve sportovním šermu Mailyn Gonzálezovou má dva syny. V roce 2015 prohrál opět ve finále mistrovství světa v Las Vegas s Turekem Rızou Kaya'alpem, ale za rok na olympijských hrách v Riu Turkovi porážku ve finále vrátil a po zcela suverénním výkonu v celém turnaji získal třetí zlatou olympijskou medaili.
Od roku 2017 přepustil pozici reprezentační jedničky ve váze do 130 kg Óscaru Pinovi, který v roce 2019 na mistrovství světa v Nur-Sultanu (Astaně) získal pro Kubu účastnickou kvótu na olympijských hrách v Tokiu. V roce 2020 byl připraven získat čtvrtou zlatou olympijskou medaili z olympijských her, ale kvůli pandemie covidu-19 musel svůj záměr minimálně o rok odložit.

### Výsledky
| Olympijské hry          |     | —   |    |     |     | 5. |    |    |    | 1. |    |    |    | 1. |   |    |    | 1. |   |    |    |  |  |
| Mistrovství světa       | —   |     | 6. | úč. | úč. |    | 1. | 2. | 1. |    | 1. | 1. | 2. |    | — | 1. | 2. |    | — | —  | —  |  |  |
| Panamerické hry         | —   |     |    |     | 1.  |    |    |    | 1. |    |    |    | 1. |    |   |    | 1. |    |   |    | 1. |  |  |
| Panamerické mistrovství | —   | —   | —  | 1.  | 2.  | 1. | 1. | 1. | 1. | 1. | 1. | —  | —  | 1. | — | 1. | —  | —  | — | —  | —  |  |  |
| Středoamerické a k. hry |     |     |    | —   |     |    |    | —  |    |    |    | —  |    |    |   | 1. |    |    |   | 1. |    |  |  |
| MS juniorů              | úč. | úč. | —  |     |     |    |    |    |    |    |    |    |    |    |   |    |    |    |   |    |    |  |  |

### Olympijské hry a mistrovství světa
| Olympijské hry a mistrovství světa                 | Olympijské hry a mistrovství světa              | Olympijské hry a mistrovství světa              | Olympijské hry a mistrovství světa              | Olympijské hry a mistrovství světa              | Olympijské hry a mistrovství světa              | Olympijské hry a mistrovství světa              | Olympijské hry a mistrovství světa              | Olympijské hry a mistrovství světa              | Olympijské hry a mistrovství světa              | Olympijské hry a mistrovství světa              |
| Kolo                                               | Výsledek                                        | Bilance                                         | Soupeř                                          | Výsledek                                        | KB                                              | ∑KB                                             | Styl                                            | Datum                                           | Turnaj                                          | Místo                                           |
| 2016 Olympijské hry do 130 kg v klasickém stylu    | 2016 Olympijské hry do 130 kg v klasickém stylu | 2016 Olympijské hry do 130 kg v klasickém stylu | 2016 Olympijské hry do 130 kg v klasickém stylu | 2016 Olympijské hry do 130 kg v klasickém stylu | 2016 Olympijské hry do 130 kg v klasickém stylu | 2016 Olympijské hry do 130 kg v klasickém stylu | 2016 Olympijské hry do 130 kg v klasickém stylu | 2016 Olympijské hry do 130 kg v klasickém stylu | 2016 Olympijské hry do 130 kg v klasickém stylu | 2016 Olympijské hry do 130 kg v klasickém stylu |
| -------------------------------------------------- | ----------------------------------------------- | ----------------------------------------------- | ----------------------------------------------- | ----------------------------------------------- | ----------------------------------------------- | ----------------------------------------------- | ----------------------------------------------- | ----------------------------------------------- | ----------------------------------------------- | ----------------------------------------------- |
| finále                                             | vítězství                                       | 58-7                                            | Rıza Kaya'alp (TUR)                             | tech. body (6:0)                                | 3                                               | 12                                              | Zápas řecko-římský                              | 15. srpen 2016                                  | Olympijské hry                                  | Rio de Janeiro, Brazílie                        |
| semifinále                                         | vítězství                                       | 57-7                                            | Sergej Semjonov (RUS)                           | tech. body (3:0)                                | 3                                               | 9                                               | Zápas řecko-římský                              | 15. srpen 2016                                  | Olympijské hry                                  | Rio de Janeiro, Brazílie                        |
| čtvrtfinále                                        | vítězství                                       | 56-7                                            | Johan Eurén (SWE)                               | tech. body (4:0)                                | 3                                               | 6                                               | Zápas řecko-římský                              | 15. srpen 2016                                  | Olympijské hry                                  | Rio de Janeiro, Brazílie                        |
| 2. kolo                                            | vítězství                                       | 55-7                                            | Heiki Nabi (EST)                                | tech. body (3:0)                                | 3                                               | 3                                               | Zápas řecko-římský                              | 15. srpen 2016                                  | Olympijské hry                                  | Rio de Janeiro, Brazílie                        |
| 2015 Mistrovství světa do 130 kg v klasickém stylu |                                                 |                                                 |                                                 |                                                 |                                                 |                                                 |                                                 |                                                 |                                                 |                                                 |
| finále                                             | prohra                                          | 54-7                                            | Rıza Kaya'alp (TUR)                             | tech. body (0:1)                                | 0                                               | 12                                              | Zápas řecko-římský                              | 8. září 2015                                    | Mistrovství světa                               | Las Vegas, Spojené státy                        |
| semifinále                                         | vítězství                                       | 54-6                                            | Robby Smith (USA)                               | tech. přev. (x:xx)                              | 4                                               | 12                                              | Zápas řecko-římský                              | 8. září 2015                                    | Mistrovství světa                               | Las Vegas, Spojené státy                        |
| čtvrtfinále                                        | vítězství                                       | 53-6                                            | Heiki Nabi (EST)                                | tech. body (2:0)                                | 3                                               | 9                                               | Zápas řecko-římský                              | 8. září 2015                                    | Mistrovství světa                               | Las Vegas, Spojené státy                        |
| 2. kolo                                            | vítězství                                       | 52-6                                            | Mindaugas Mizgaitis (LTU)                       | tech. body (3:0)                                | 3                                               | 6                                               | Zápas řecko-římský                              | 8. září 2015                                    | Mistrovství světa                               | Las Vegas, Spojené státy                        |
| 1. kolo                                            | vítězství                                       | 51-6                                            | Bilal Machov (RUS)                              | tech. body (2:1)                                | 3                                               | 3                                               | Zápas řecko-římský                              | 8. září 2015                                    | Mistrovství světa                               | Las Vegas, Spojené státy                        |
| 2014 Mistrovství světa do 130 kg v klasickém stylu |                                                 |                                                 |                                                 |                                                 |                                                 |                                                 |                                                 |                                                 |                                                 |                                                 |
| finále                                             | vítězství                                       | 50-6                                            | Rıza Kaya'alp (TUR)                             | tech. body (2:0)                                | 3                                               | 19                                              | Zápas řecko-římský                              | 13. září 2014                                   | Mistrovství světa                               | Taškent, Uzbekistán                             |
| semifinále                                         | vítězství                                       | 49-6                                            | Bilal Machov (RUS)                              | tech. body (1:0)                                | 3                                               | 16                                              | Zápas řecko-římský                              | 13. září 2014                                   | Mistrovství světa                               | Taškent, Uzbekistán                             |
| čtvrtfinále                                        | vítězství                                       | 48-6                                            | Behnám Mehdízade (IRI)                          | vzdal (6:00)                                    | 5                                               | 13                                              | Zápas řecko-římský                              | 13. září 2014                                   | Mistrovství světa                               | Taškent, Uzbekistán                             |
| 2. kolo                                            | vítězství                                       | 47-6                                            | Eduard Popp (GER)                               | tech. přev. (4:45)                              | 4                                               | 8                                               | Zápas řecko-římský                              | 13. září 2014                                   | Mistrovství světa                               | Taškent, Uzbekistán                             |
| 1. kolo                                            | vítězství                                       | 46-6                                            | Muroddžon Tujčijev (TJK)                        | tech. přev. (6:00)                              | 4                                               | 4                                               | Zápas řecko-římský                              | 13. září 2014                                   | Mistrovství světa                               | Taškent, Uzbekistán                             |
| 2012 Olympijské hry do 120 kg v klasickém stylu    |                                                 |                                                 |                                                 |                                                 |                                                 |                                                 |                                                 |                                                 |                                                 |                                                 |
| finále                                             | vítězství                                       | 45-6                                            | Heiki Nabi (EST)                                | 2-0 (2:0, 1:0)                                  | 3                                               | 12                                              | Zápas řecko-římský                              | 11. srpen 2012                                  | Olympijské hry                                  | Londýn, Spojené království                      |
| semifinále                                         | vítězství                                       | 44-6                                            | Rıza Kaya'alp (TUR)                             | 2-0 (2:0, 1:0)                                  | 3                                               | 9                                               | Zápas řecko-římský                              | 11. srpen 2012                                  | Olympijské hry                                  | Londýn, Spojené království                      |
| čtvrtfinále                                        | vítězství                                       | 43-6                                            | Guram Perselidze (GEO)                          | 2-0 (1:0, 3:0)                                  | 3                                               | 6                                               | Zápas řecko-římský                              | 11. srpen 2012                                  | Olympijské hry                                  | Londýn, Spojené království                      |
| 2. kolo                                            | vítězství                                       | 42-6                                            | Abd ar-Rahmán at-Tarábílí (EGY)                 | 2-0 (1:0, 3:0)                                  | 3                                               | 3                                               | Zápas řecko-římský                              | 11. srpen 2012                                  | Olympijské hry                                  | Londýn, Spojené království                      |
| 2011 Mistrovství světa do 120 kg v klasickém stylu |                                                 |                                                 |                                                 |                                                 |                                                 |                                                 |                                                 |                                                 |                                                 |                                                 |
| finále                                             | prohra                                          | 41-6                                            | Rıza Kaya'alp (TUR)                             | 0-2 (0:2, 1:2)                                  | 0                                               | 15                                              | Zápas řecko-římský                              | 13. září 2011                                   | Mistrovství světa                               | Istanbul, Turecko                               |
| semifinále                                         | vítězství                                       | 41-5                                            | Nurmachan Tinalijev (KAZ)                       | 2-0 (5:3, 1:0)                                  | 3                                               | 15                                              | Zápas řecko-římský                              | 13. září 2011                                   | Mistrovství světa                               | Istanbul, Turecko                               |
| čtvrtfinále                                        | vítězství                                       | 40-5                                            | Bašír Babadžanzade (IRI)                        | 2-0 (1:0, 1:0)                                  | 3                                               | 12                                              | Zápas řecko-římský                              | 13. září 2011                                   | Mistrovství světa                               | Istanbul, Turecko                               |
| 3. kolo                                            | vítězství                                       | 39-5                                            | Jurij Patrikejev (ARM)                          | 2-0 (1:0, 2:0)                                  | 3                                               | 9                                               | Zápas řecko-římský                              | 13. září 2011                                   | Mistrovství světa                               | Istanbul, Turecko                               |
| 2. kolo                                            | vítězství                                       | 38-5                                            | Murat Ramonov (KGZ)                             | 2-0 (2:0, 4:0)                                  | 3                                               | 6                                               | Zápas řecko-římský                              | 13. září 2011                                   | Mistrovství světa                               | Istanbul, Turecko                               |
| 1. kolo                                            | vítězství                                       | 37-5                                            | Johan Eurén (SWE)                               | 2-0 (1:0, 2:0)                                  | 3                                               | 3                                               | Zápas řecko-římský                              | 13. září 2011                                   | Mistrovství světa                               | Istanbul, Turecko                               |
| 2010 Mistrovství světa do 120 kg v klasickém stylu |                                                 |                                                 |                                                 |                                                 |                                                 |                                                 |                                                 |                                                 |                                                 |                                                 |
| finále                                             | vítězství                                       | 36-5                                            | Jurij Patrikejev (ARM)                          | 2-0 (3:0, 1:0)                                  | 3                                               | 15                                              | Zápas řecko-římský                              | 7. září 2010                                    | Mistrovství světa                               | Moskva, Rusko                                   |
| semifinále                                         | vítězství                                       | 35-5                                            | Nurmachan Tinalijev (KAZ)                       | 2-0 (1:0, 1:0)                                  | 3                                               | 12                                              | Zápas řecko-římský                              | 7. září 2010                                    | Mistrovství světa                               | Moskva, Rusko                                   |
| čtvrtfinále                                        | vítězství                                       | 34-5                                            | Marek Švec (CZE)                                | 2-0 (2:0, 5:0)                                  | 3                                               | 9                                               | Zápas řecko-římský                              | 7. září 2010                                    | Mistrovství světa                               | Moskva, Rusko                                   |
| 2. kolo                                            | vítězství                                       | 33-5                                            | Łukasz Banak (POL)                              | 2-0 (2:0, 2:0)                                  | 3                                               | 6                                               | Zápas řecko-římský                              | 7. září 2010                                    | Mistrovství světa                               | Moskva, Rusko                                   |
| 1. kolo                                            | vítězství                                       | 32-5                                            | Nie Siao-ming (CHN)                             | 2-0 (1:0, 7:0)                                  | 3                                               | 3                                               | Zápas řecko-římský                              | 7. září 2010                                    | Mistrovství světa                               | Moskva, Rusko                                   |
| 2009 Mistrovství světa do 120 kg v klasickém stylu |                                                 |                                                 |                                                 |                                                 |                                                 |                                                 |                                                 |                                                 |                                                 |                                                 |
| finále                                             | vítězství                                       | 31-5                                            | Dremiel Byers (USA)                             | lopatky (2:52)                                  | 5                                               | 18                                              | Zápas řecko-římský                              | 27. září 2009                                   | Mistrovství světa                               | Herning, Dánsko                                 |
| semifinále                                         | vítězství                                       | 30-5                                            | Rıza Kaya'alp (TUR)                             | 2-0 (1:0, 1:0)                                  | 3                                               | 13                                              | Zápas řecko-římský                              | 27. září 2009                                   | Mistrovství světa                               | Herning, Dánsko                                 |
| čtvrtfinále                                        | vítězství                                       | 29-5                                            | Josif Čugošvili (BLR)                           | 2-0 (1:0, 3:0)                                  | 3                                               | 10                                              | Zápas řecko-římský                              | 27. září 2009                                   | Mistrovství světa                               | Herning, Dánsko                                 |
| 2. kolo                                            | vítězství                                       | 28-5                                            | Rafael Barreno (VEN)                            | tech. přev. (2:18)                              | 4                                               | 7                                               | Zápas řecko-římský                              | 27. září 2009                                   | Mistrovství světa                               | Herning, Dánsko                                 |
| 1. kolo                                            | vítězství                                       | 27-5                                            | Alí Názim (IRQ)                                 | 2-0 (1:0, 6:0)                                  | 3                                               | 3                                               | Zápas řecko-římský                              | 27. září 2009                                   | Mistrovství světa                               | Herning, Dánsko                                 |
| 2008 Olympijské hry do 120 kg v klasickém stylu    |                                                 |                                                 |                                                 |                                                 |                                                 |                                                 |                                                 |                                                 |                                                 |                                                 |
| finále                                             | vítězství                                       | 26-5                                            | Chasan Barojev (RUS)                            | 2-0 (5:0, 1*:1)                                 | 3                                               | 14                                              | Zápas řecko-římský                              | 14. srpen 2008                                  | Olympijské hry                                  | Peking, Čína                                    |
| semifinále                                         | vítězství                                       | 25-5                                            | Jalmar Sjöberg (SWE)                            | 2-0 (4:0, 5:0)                                  | 3                                               | 11                                              | Zápas řecko-římský                              | 14. srpen 2008                                  | Olympijské hry                                  | Peking, Čína                                    |
| čtvrtfinále                                        | vítězství                                       | 24-5                                            | Jurij Patrikejev (ARM)                          | lopatky (2:42)                                  | 5                                               | 8                                               | Zápas řecko-římský                              | 14. srpen 2008                                  | Olympijské hry                                  | Peking, Čína                                    |
| 2. kolo                                            | vítězství                                       | 23-5                                            | Sergej Arťuchin (BLR)                           | 2-0 (3:0, 2:1)                                  | 3                                               | 3                                               | Zápas řecko-římský                              | 14. srpen 2008                                  | Olympijské hry                                  | Peking, Čína                                    |
| 2007 Mistrovství světa do 120 kg v klasickém stylu |                                                 |                                                 |                                                 |                                                 |                                                 |                                                 |                                                 |                                                 |                                                 |                                                 |
| finále                                             | vítězství                                       | 22-5                                            | Chasan Barojev (RUS)                            | 2-0 (1*:1, 1*:1)                                | 3                                               | 20                                              | Zápas řecko-římský                              | 19. září 2007                                   | Mistrovství světa                               | Baku, Ázerbájdžán                               |
| semifinále                                         | vítězství                                       | 21-5                                            | Mihály Deák-Bárdos (HUN)                        | 2-0 (1*:1, 4:0)                                 | 3                                               | 17                                              | Zápas řecko-římský                              | 19. září 2007                                   | Mistrovství světa                               | Baku, Ázerbájdžán                               |
| čtvrtfinále                                        | vítězství                                       | 20-5                                            | Josif Čugošvili (BLR)                           | tech. přev. (2:11)                              | 4                                               | 14                                              | Zápas řecko-římský                              | 19. září 2007                                   | Mistrovství světa                               | Baku, Ázerbájdžán                               |
| 3. kolo                                            | vítězství                                       | 19-5                                            | Jurij Patrikejev (ARM)                          | 2-1 (0:4, 7:0, 1*:1)                            | 3                                               | 10                                              | Zápas řecko-římský                              | 19. září 2007                                   | Mistrovství světa                               | Baku, Ázerbájdžán                               |
| 2. kolo                                            | vítězství                                       | 18-5                                            | Davit Saldadze (UZB)                            | 2-0 (5:0, 2:0)                                  | 3                                               | 7                                               | Zápas řecko-římský                              | 19. září 2007                                   | Mistrovství světa                               | Baku, Ázerbájdžán                               |
| 1. kolo                                            | vítězství                                       | 17-5                                            | Anton Botěv (AZE)                               | tech. přev. (4:00)                              | 4                                               | 4                                               | Zápas řecko-římský                              | 19. září 2007                                   | Mistrovství světa                               | Baku, Ázerbájdžán                               |
| 2006 Mistrovství světa do 120 kg v klasickém stylu |                                                 |                                                 |                                                 |                                                 |                                                 |                                                 |                                                 |                                                 |                                                 |                                                 |
| finále                                             | prohra                                          | 16-5                                            | Chasan Barojev (RUS)                            | 0-2 (0:6, 0:6)                                  | 0                                               | 14                                              | Zápas řecko-římský                              | 27. září 2006                                   | Mistrovství světa                               | Kanton, Čína                                    |
| semifinále                                         | vítězství                                       | 16-4                                            | Mihály Deák-Bárdos (HUN)                        | 2-0 (5:0, 4:0)                                  | 3                                               | 14                                              | Zápas řecko-římský                              | 27. září 2006                                   | Mistrovství světa                               | Kanton, Čína                                    |
| čtvrtfinále                                        | vítězství                                       | 15-4                                            | İsmail Güzel (TUR)                              | 2-0 (4:0, 3:0)                                  | 3                                               | 11                                              | Zápas řecko-římský                              | 27. září 2006                                   | Mistrovství světa                               | Kanton, Čína                                    |
| 2. kolo                                            | vítězství                                       | 14-4                                            | Mindaugas Mizgaitis (LTU)                       | 2-0 (10:3, 3:0)                                 | 3                                               | 8                                               | Zápas řecko-římský                              | 27. září 2006                                   | Mistrovství světa                               | Kanton, Čína                                    |
| 1. kolo                                            | vítězství                                       | 13-4                                            | Liou Chao (CHN)                                 | lopatky (4:00)                                  | 5                                               | 5                                               | Zápas řecko-římský                              | 27. září 2006                                   | Mistrovství světa                               | Kanton, Čína                                    |
| 2005 Mistrovství světa do 120 kg v klasickém stylu |                                                 |                                                 |                                                 |                                                 |                                                 |                                                 |                                                 |                                                 |                                                 |                                                 |
| finále                                             | vítězství                                       | 12-4                                            | Mihály Deák-Bárdos (HUN)                        | 2-0 (6:0, 1*:1)                                 | 3                                               | 19                                              | Zápas řecko-římský                              | 2. říjen 2005                                   | Mistrovství světa                               | Budapešť, Maďarsko                              |
| semifinále                                         | vítězství                                       | 11-4                                            | Giorgi Curcumija (KAZ)                          | 2-0 (5:0, 3:0)                                  | 3                                               | 16                                              | Zápas řecko-římský                              | 2. říjen 2005                                   | Mistrovství světa                               | Budapešť, Maďarsko                              |
| čtvrtfinále                                        | vítězství                                       | 10-4                                            | Juha Ahokas (FIN)                               | lopatky (3:10)                                  | 5                                               | 13                                              | Zápas řecko-římský                              | 2. říjen 2005                                   | Mistrovství světa                               | Budapešť, Maďarsko                              |
| 2. kolo                                            | vítězství                                       | 9-4                                             | Yekta Yılmaz Gül (TUR)                          | tech. přev. (3:09)                              | 4                                               | 8                                               | Zápas řecko-římský                              | 2. říjen 2005                                   | Mistrovství světa                               | Budapešť, Maďarsko                              |
| 1. kolo                                            | vítězství                                       | 8-4                                             | Ari Taub (CAN)                                  | tech. přev. (2:10)                              | 4                                               | 4                                               | Zápas řecko-římský                              | 2. říjen 2005                                   | Mistrovství světa                               | Budapešť, Maďarsko                              |
| 2004 Olympijské hry do 120 kg v klasickém stylu    |                                                 |                                                 |                                                 |                                                 |                                                 |                                                 |                                                 |                                                 |                                                 |                                                 |
| o 5. místo                                         | vítězství                                       | 7-4                                             | Yannick Szczepaniak (FRA)                       | nenastoupil                                     | 4                                               | 10                                              | Zápas řecko-římský                              | 24.-25. srpen 2004                              | Olympijské hry                                  | Athény, Řecko                                   |
| čtvrtfinále                                        | prohra                                          | 6-4                                             | Chasan Barojev (RUS)                            | tech. body (0:2)                                | 0                                               | 6                                               | Zápas řecko-římský                              | 24.-25. srpen 2004                              | Olympijské hry                                  | Athény, Řecko                                   |
| 4. skupina                                         | vítězství                                       | 6-3                                             | Yekta Yılmaz Gül (TUR)                          | tech. body (4:0)                                | 3                                               | 6                                               | Zápas řecko-římský                              | 24.-25. srpen 2004                              | Olympijské hry                                  | Athény, Řecko                                   |
| 4. skupina                                         | vítězství                                       | 5-3                                             | Jurij Jevsejčyk (ISR)                           | tech. body (5:0)                                | 3                                               | 3                                               | Zápas řecko-římský                              | 24.-25. srpen 2004                              | Olympijské hry                                  | Athény, Řecko                                   |
| 2003 Mistrovství světa do 120 kg v klasickém stylu |                                                 |                                                 |                                                 |                                                 |                                                 |                                                 |                                                 |                                                 |                                                 |                                                 |
| 10. skupina                                        | prohra                                          | 4-3                                             | Juha Ahokas (FIN)                               | tech. body (2:4)                                | 1                                               | 4                                               | Zápas řecko-římský                              | 3.-5. říjen 2003                                | Mistrovství světa                               | Créteil, Francie                                |
| 10. skupina                                        | vítězství                                       | 4-2                                             | Mirian Giorgadze (GEO)                          | tech. body (3:1)                                | 3                                               | 3                                               | Zápas řecko-římský                              | 3.-5. říjen 2003                                | Mistrovství světa                               | Créteil, Francie                                |
| 2002 Mistrovství světa do 120 kg v klasickém stylu |                                                 |                                                 |                                                 |                                                 |                                                 |                                                 |                                                 |                                                 |                                                 |                                                 |
| 3. skupina                                         | vítězství                                       | 3-2                                             | Sergej Murejko (BUL)                            | vzdal (1:4)                                     | 4                                               | 4                                               | Zápas řecko-římský                              | 21.-22. září 2002                               | Mistrovství světa                               | Moskva, Rusko                                   |
| 3. skupina                                         | prohra                                          | 2-2                                             | Jurij Patrikejev (RUS)                          | tech. body (0:4)                                | 0                                               | 0                                               | Zápas řecko-římský                              | 21.-22. září 2002                               | Mistrovství světa                               | Moskva, Rusko                                   |
| 2001 Mistrovství světa do 130 kg v klasickém stylu |                                                 |                                                 |                                                 |                                                 |                                                 |                                                 |                                                 |                                                 |                                                 |                                                 |
| čtvrtfinále                                        | prohra                                          | 2-1                                             | Xenofon Kucumbas (GRE)                          | tech. body (1:6)                                | 1                                               | 7                                               | Zápas řecko-římský                              | 7.-9. prosince 2001                             | Mistrovství světa                               | Patra, Řecko                                    |
| 1. skupina                                         | vítězství                                       | 2-0                                             | David Vála (CZE)                                | tech. body (4:0)                                | 3                                               | 6                                               | Zápas řecko-římský                              | 7.-9. prosince 2001                             | Mistrovství světa                               | Patra, Řecko                                    |
| 1. skupina                                         | vítězství                                       | 1-0                                             | Damir Oskejev (KAZ)                             | tech. body (3:1)                                | 3                                               | 3                                               | Zápas řecko-římský                              | 7.-9. prosince 2001                             | Mistrovství světa                               | Patra, Řecko                                    |